# Massamasso Tchangai
Massamasso Tchangai   (Atakpamé, 8 d'agost de 1978 - Lomé, 8 d'agost de 2010) fou un futbolista togolès de la dècada de 2000. Va morir la tarda del seu 32è aniversari, després d'una breu malaltia.
Fou internacional amb la selecció de futbol de Togo amb la qual participà a la Copa del Món de futbol de 2006.
Pel que fa a clubs, destacà a Udinese Calcio.